# Sloupy Panny Marie a Nejsvětější Trojice

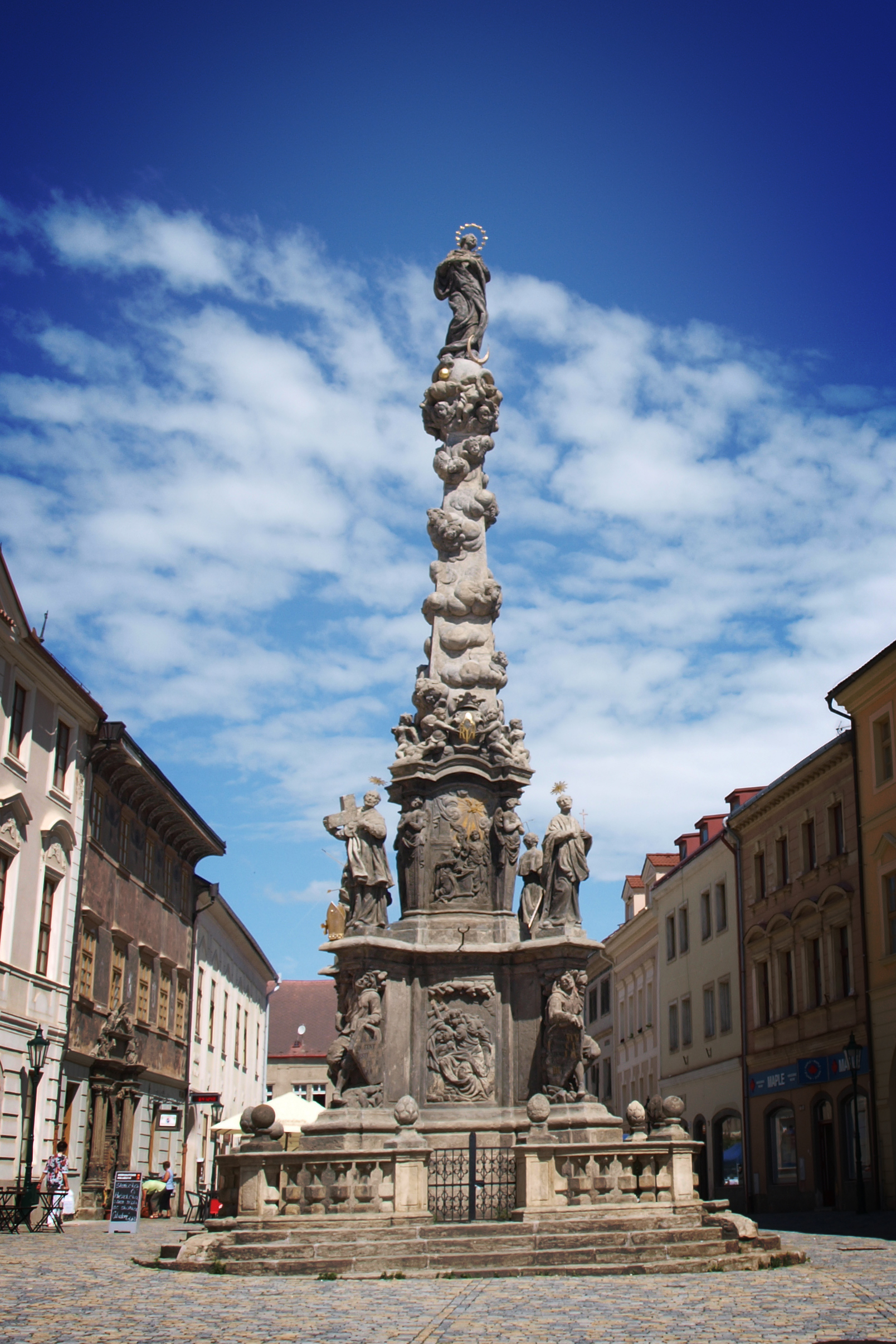
Morový sloup Panny Marie Neposkvrněné v Kutné Hoře, postavený po moru roku 1713

Sloupy Panny Marie a Nejsvětější Trojice shrnuje dva typy volně stojících sloupů, tedy mariánské a trojiční sloupy, jejichž budování bylo rozšířeným způsobem manifestace víry v katolických zemích zejména v 17. a 18. století a staly se jedním z nejviditelnějších znaků barokní architektury.
Zatímco sloupy s mariánskou tematikou mají ještě předbarokní původ a odkazují se k již dlouho před tím tradované mariánské úctě (nejstarší se uvádí dokonce již z 10. století, běžněji teprve od konce 16. století), posléze se rozšířily po celé barokní Evropě. Typ trojičního sloupu se objevil jako variace mariánského sloupu teprve v 80. letech 17. století ve Vídni. Obliba trojiční tematiky mohla souviset s novou vlnou muslimského nebezpečí a prosadila se zejména na území habsburské říše.